# アストマックス
アストマックス株式会社は、東京都品川区に本社を置く「金融事業」及び「総合エネルギー事業」に従事するグループの中核企業。アストマックス（ASTMAX）の社名には、「Advanced Strategic Trading Management & Advisory」の各単語の頭文字に、無限の可能性の象徴としてのXを加え、最先端で戦略的な資産運用を行なう会社を目指すという趣旨が込められている。
1994年9月に「商品投資に係る事業の規制に関する法律」（商品ファンド法）に定める許可を取得した日本最初の商品投資顧問業者(CTA)。2005年10月に「有価証券に係る投資顧問業の規制等に関する法律」に定める投資一任認可を取得し、日本で初めて証券と商品での投資顧問業が行える会社となった。なお、2019年3月31日をもって商品投資顧問業を廃止した。

## 沿革

### 持株会社体制移行前（旧・アストマックス株式会社）
- 1992年9月 - エース交易の関連会社としてアストマックス株式会社設立。
- 1996年7月 - エース交易の関連会社から外れる。
- 2006年6月 - ジャスダック上場。
- 2007年3月 - 2006年度損益が創業来初の赤字に確定。
- 2007年6月 - 三井物産から子会社の「三井物産フューチャーズ株式会社」をその外国為替証拠金取引（FX）子会社の「三井物産フューチャーズエフエックス株式会社」を含め買収。それぞれ「アストマックス・フューチャーズ株式会社」・「アストマックスFX株式会社」に社名を変更[3]。
- 2008年7月 - アストマックス・フューチャーズ株式会社をアストマックス・プロップ・トレーダーズ株式会社に商号変更。
- 2009年6月 - アストマックスFX株式会社をサクソバンクに売却[4]。
- 2010年7月 - アストマックス・プロップ・トレーダーズ株式会社を吸収合併
- 2012年8月 - マネックスグループと資本提携。マネックスグループ傘下のマネックス・オルタナティブ・インベストメンツ株式会社を完全子会社化。新株及び自己株式の第三者割当と既存株主からの買い取りにより、マネックスグループが第2位の株主となる[5]。
- 2012年10月 - 単独株式移転により持株会社を設立。持株会社の商号をアストマックス株式会社とし、従前の会社はアストマックス・トレーディング株式会社に商号変更。同時にマネックス・オルタナティブ・インベストメンツ株式会社に投資顧問事業を吸収分割し、同社を持株会社の直接子会社とした上で、アストマックス投資顧問株式会社に商号変更[6][7][8]。従前の会社の上場を廃止し、持株会社がJASDAQに上場。

### 持株会社体制下
- 2012年10月 - 単独株式移転により設立。
- 2012年12月 - 伊藤忠商事の子会社であったITCインベストメント・パートナーズ株式会社を買収。
- 2013年4月 - ITCインベストメント・パートナーズ株式会社がアストマックス投資顧問株式会社を吸収合併し、アストマックス投信投資顧問株式会社に商号変更[9]。
- 2016年8月 - ヤフー株式会社が、アストマックス株式会社からアストマックス投信投資顧問株式会社の株式の33.4%を取得することで、アストマックス投信投資顧問株式会社と資本・業務提携[10]。
- 2019年4月 - ヤフー株式会社が、アストマックス株式会社からアストマックス投信投資顧問株式会社の株式の16.7%を取得することで、アストマックス投信投資顧問株式会社を子会社化（50.1%）。これにより、アストマックス投信投資顧問株式会社は、アストマックス株式会社の持分法適用会社（49.9%）となった。[11]
- 2019年5月 - アストマックス・トレーディング株式会社が、新設分割によりアストマックスえびの地熱株式会社を設立。[2]
- 2020年4月 - アストマックス・トレーディング株式会社が、Just Energy Group Inc.（英語版）傘下の日本法人であるJust Energy Japan株式会社を買収。[12]

### 事業会社移行後
- 2021年3月 - アストマックス投信投資顧問株式会社をPayPayアセットマネジメント株式会社に商号変更[13]。
- 2021年4月 - アストマックス・トレーディング株式会社を吸収合併[14]し、持株会社体制を解消。
- 2022年8月 - PayPayアセットマネジメント株式会社の全株式をアセットマネジメントOne株式会社に譲渡[15]。

## グループ会社
括弧内は本社所在地。
- アストマックス・ファンド・マネジメント株式会社（東京）
- 長万部アグリ株式会社（北海道）
- アストマックスえびの地熱株式会社（宮崎）
- アストマックス・エネルギー株式会社（東京）[16]

かつてのグループ会社
- アストマックス・トレーディング株式会社 （東京、2021年解散）
- アストマックス・エナジー株式会社 （東京、2018年解散）
- アストマックス・エナジー・サービス株式会社 （東京、2022年解散）
- Astmax Investment, Ltd. （英領ケイマン諸島、2016年解散）
- ASTMAX USA, LTD. （米国、2009年解散）
- PayPayアセットマネジメント株式会社（東京、2022年譲渡）